# Quito (Jonia)

Mapa con algunas de las antiguas ciudades griegas en Jonia, donde se aprecia la ubicación de Quito, cerca de Clazómenas.

Quito (en griego, Χυτόν) es el nombre de una antigua colonia griega de Jonia (situada en la actual Turquía).
Estaba en la parte continental de Jonia, en las proximidades de Clazómenas. Aristóteles menciona las disensiones que había entre los habitantes de Quito y los de Clazómenas, que se ubicaba en una isla. Según menciona Estrabón, el lugar de Quito (o Citrio) fue donde en un inicio se asentó la ciudad de Clazómenas.
Se conserva la inscripción de un decreto del año 387 a. C. en la que los atenienses reconocían a Clazómenas el derecho a regular con plena autonomía los acuerdos que tenía con la comunidad de oligarcas exiliados que se habían establecido en Quito.
La antigua ciudad ha sido excavada por un equipo de arqueólogos dirigido por G. Bakır en Feride Gül Tarlasi.